# Skywest Airlines
Skywest Airlines Pty Ltd (Шаблон:Asx, LSE: SKYW), що діє як Skywest Airlines, — австралійська регіональна авіакомпанія зі штаб-квартирою в місті Перт, що працює у сфері регулярних пасажирських перевезень між містами Західної Австралії, Дарвіном, Мельбурномі здійснює чартерні авіаперевезення між Австралією і Балі (Індонезія).
Портом приписки перевізника і його головним транзитним вузлом (хабом) є міжнародний аеропорт Перт.

## Історія
Авіакомпанія Carnarvon Air Taxis була заснована в 1963 році і почала операційну діяльність з чартерних рейсів на невеликих літаках загального призначення з аеропорту Карнарвон (Західна Австралія). В 1979 році компанія змінила свою назву на Skywest Aviation і перенесла штаб-квартиру в пертский аеропорт Яндакот. Наступного року відбулося чергове зміна офіційної назви компанії на чинне в даний час «Skywest Airlines», штаб-квартира перевізника була перенесена в міжнародний аеропорт Перта. Одночасно з цим компанія придбала невеликого місцевого авіаперевізника Stillwell Airlines разом з її маршрутною мережею. Флот об'єднаної авіакомпанії досяг 39 повітряних судів, і за цим показником Skywest Airlines стала другим за величиною комерційним оператором Австралії, які працювали на ринку місцевих авіаперевезень. Парк літаків Skywest Airlines склали літаки авіації загального призначення і невеликі лайнери GAF N-24 Nomad, Embraer EMB 110 Bandeirante, Beechcraft King Air 200, Fairchild SA-227 Metro III, Cessna 182 і Piper Aztec.
У 1982 році відбулося чергове злиття авіакомпаній: Skywest Airlines і TransWest, що мали в експлуатації на той момент 16 і 25 літаків відповідно.

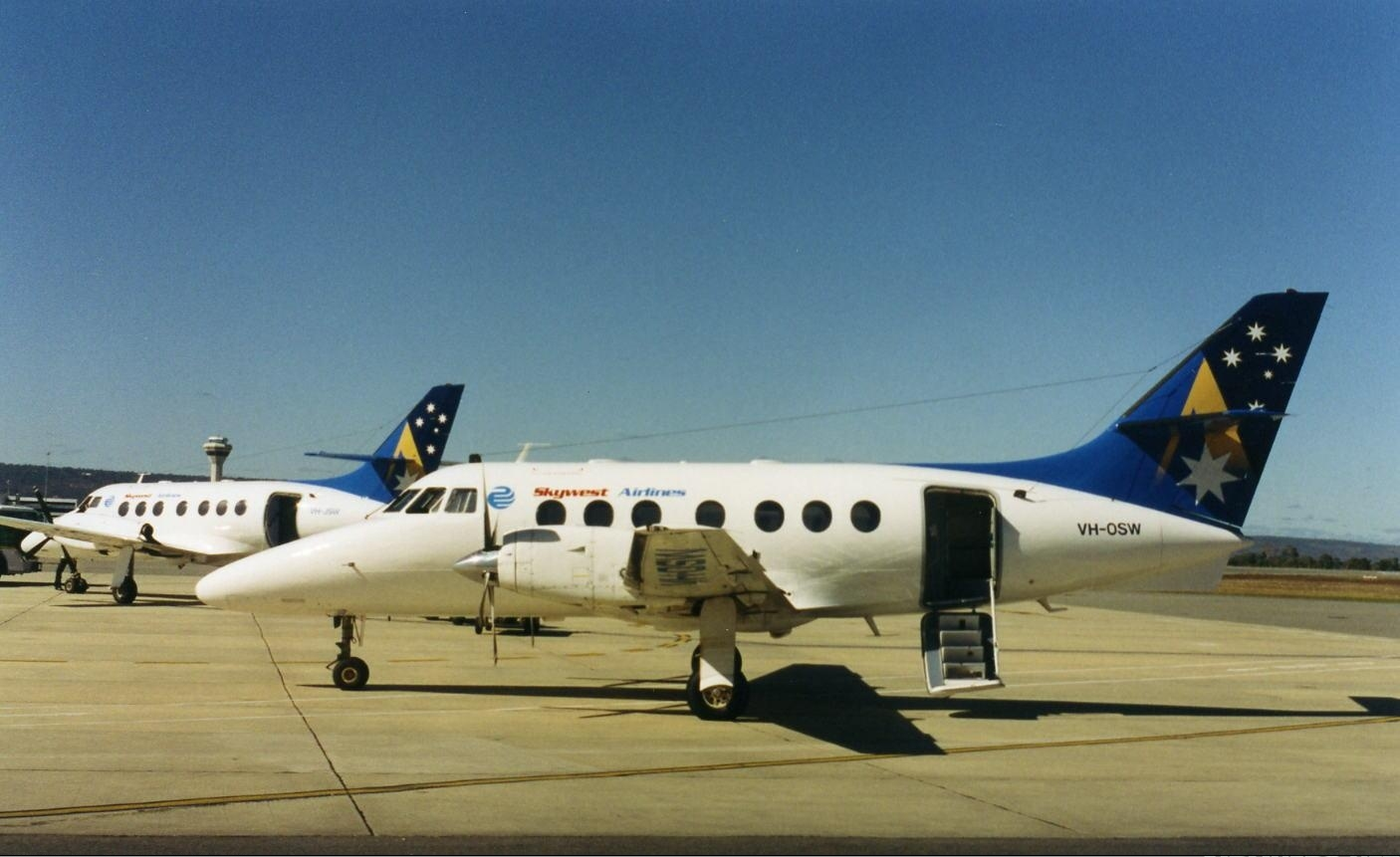
Два літака British Aerospace Jetstream 31 авіакомпанії Skywest Airlines в міжнародному аеропорту Перта (середина 1990-х років)

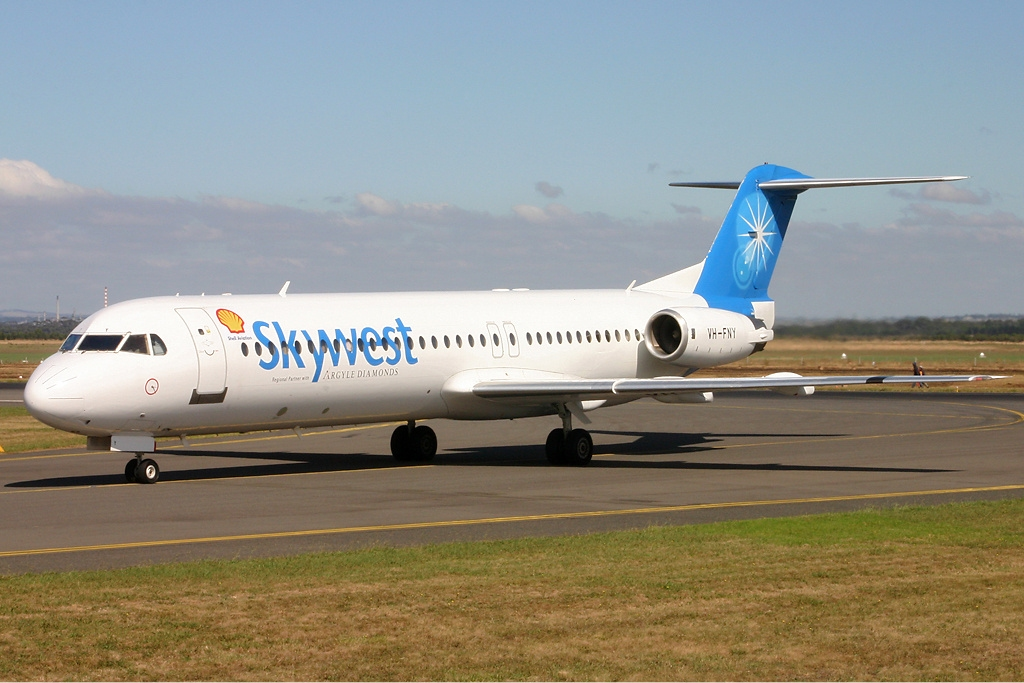
Fokker 100 авіакомпанії Skywest Airlines, 2005 рік

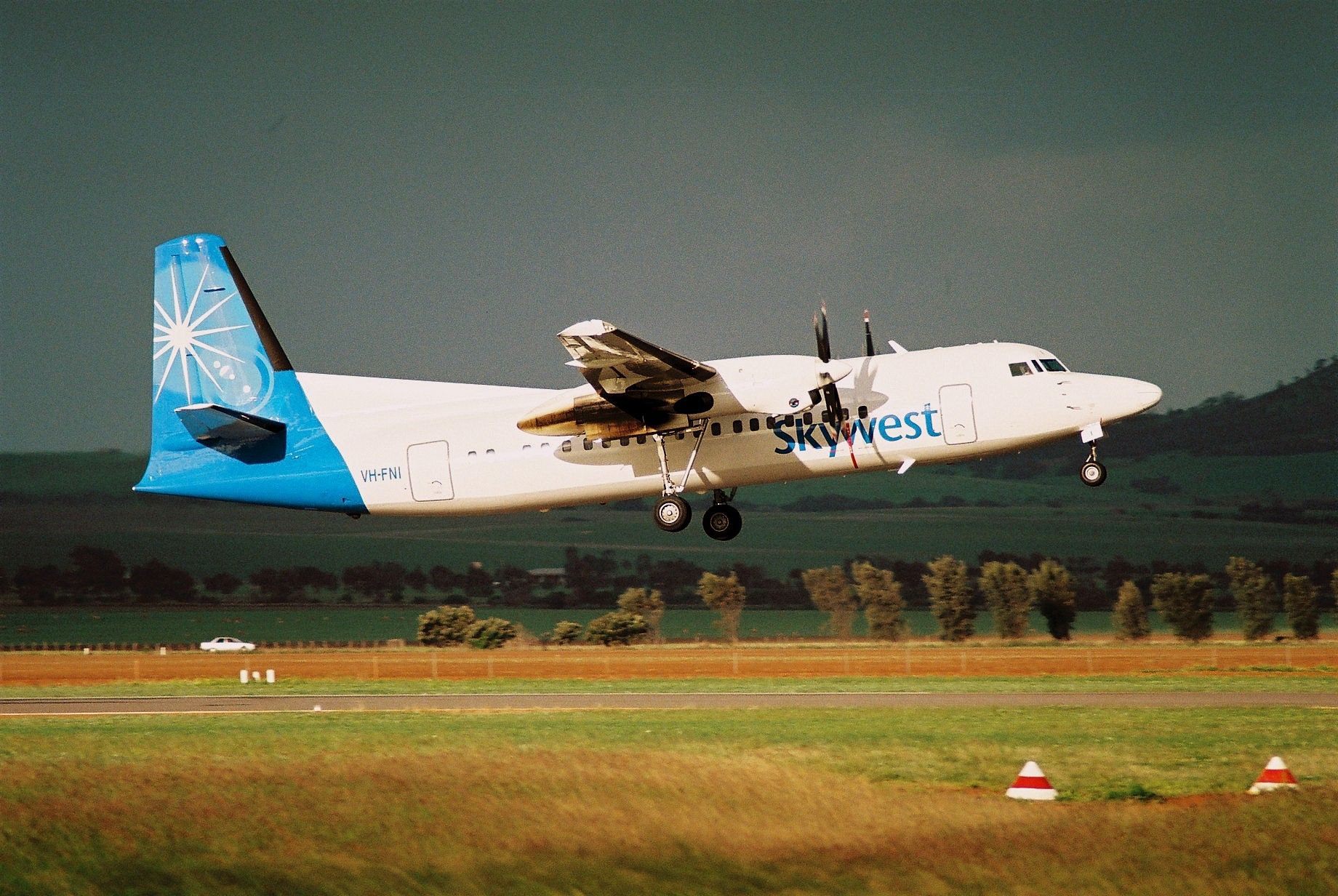
Fokker 50 Skywest Airlines, 2005 рік

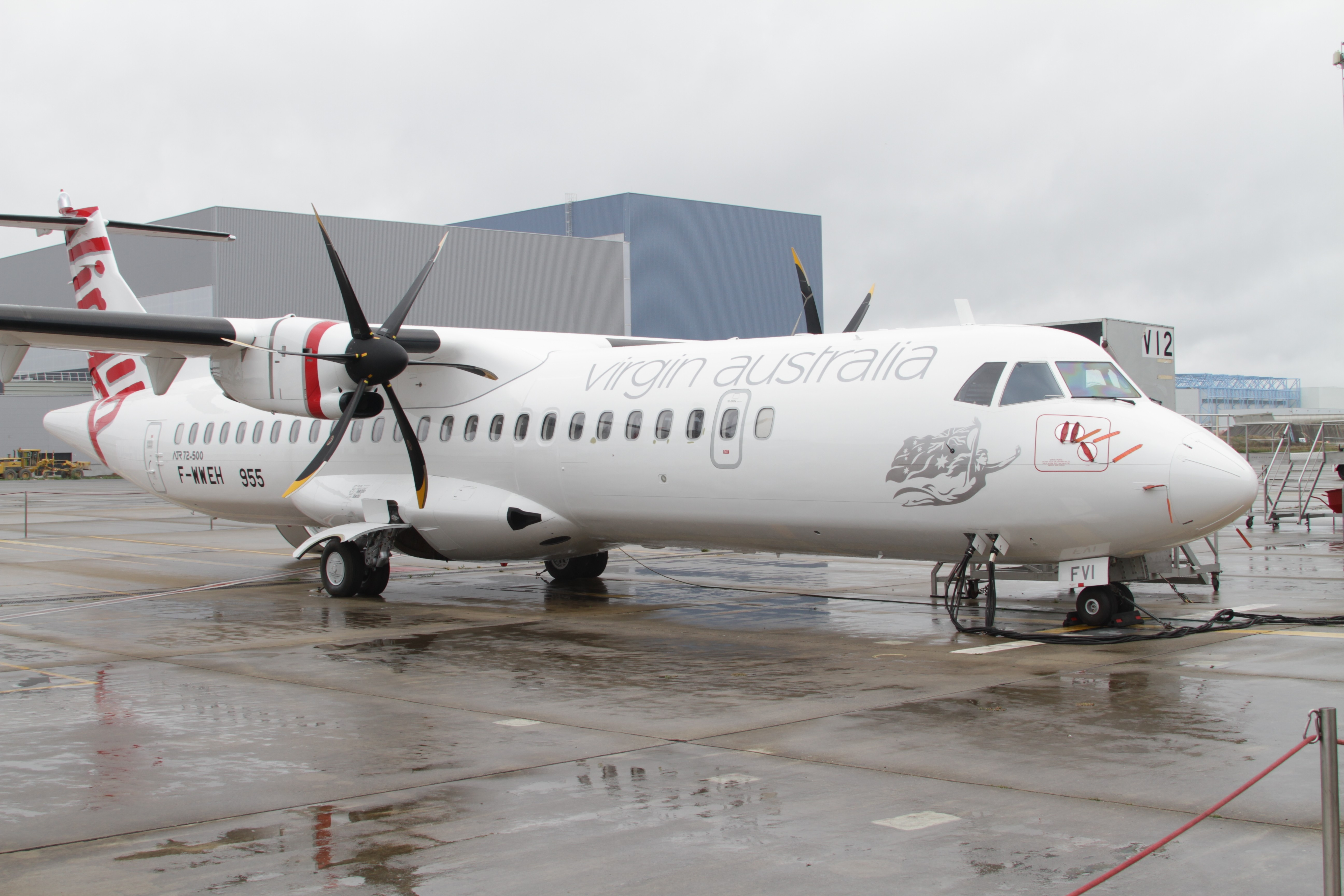
Другий ATR-72 Skywest Airlines, що працює в лізинг в авіакомпанії Virgin. Тулуза, липень 2011 року

У 1983 році Skywest спробувала поглинути регіонала East-West Airlines, обидві авіакомпанії в той період контролювалися одним інвестиційним холдингом «Devereaux group». Об'єднання перевізників не відбулося, проте East-West Airlines деякий час працювала на маршрутах в Західній Австралії під брендом Skywest Airlines. У 1987 році уряд Австралії розірвав зі Skywest договір на обслуговування рейсів з аеропортів узбережжя, що серйозним чином вдарило по кишені авіакомпанії. В результаті Skywest Airlines була викуплена іншим інвестиційним холдингом «Petron Group», а через короткий час перепродана групі «TNT/New Ltd», після чого всі її рейси стали виконуватися під брендом найбільшої на той момент австралійської авіакомпанії Ansett Australia. Практично весь час роботи під торговою маркою Ansett флот Skywest становили п'ять літаків BAe Jetstream 31. East-West Airlines була змушена переорієнтуватися на ринок комерційних авіаперевезень Квінсленда, але пізніше все одно була поглинена Ansett Australia.
У 1998 році Ansett Australia передала в Skywest кілька лайнерів Fokker 50. Компанія продовжувала перебувати у власності магістрального перевізника і працювати під його брендом аж до банкрутства останнього в 2002 році. У процесі реструктуризації боргів і розпродажу майна Ansett авіакомпанії Skywest була викуплена групою приватних інвесторів, у 2004 році ставши предметом уваги з боку сінгапурського інвестхолдингу «CaptiveVision Capital Ltd». Після кількох розглядів з власниками та владою сінгапурської компанії вдалося отримати контрольний пакет акцій Skywest Airlines. 8 лютого 2007 року з'явилася інформація про те, що австралійська авіакомпанія може бути приєднана до Tiger Airways, штаб-квартира якої перебувала у Сінгапурі, хоча з 2004 року ніяких переговорів з придбання перевізника не велося. Skywest перебувала у власності холдингу «CaptiveVision Capital Ltd», який, у свою чергу, належав іншій групі «Skywest Airlines Ltd», акції якої котирувалися на лондонській і австралійській фондових біржах.
З 2004 року парк повітряних суден авіакомпанії зріс з 7 до 18 одиниць. Свій перший лайнер Airbus A320 Skywest Airlines замовила в квітні 2010 року, літак надійшов в аеропорт Перта 23 жовтня того ж року і з наступного місяця працював на чартерних маршрутах між Перт і Клодбрейком за контрактом з гірничодобувною компанією Fortescue Metals Group. 12 травня 2011 року авіакомпанія розмістила опціон на другий лайнер A320.
10 січня 2011 року Skywest Airlines оголосила про укладення десятирічного партнерської угоди з авіакомпанією Virgin Australia, в рамках якого 18 турбогвинтових літаків Skywest будуть працювати під торговою маркою магістрала на комерційних маршрутах в Австралії. Ця угода є частиною стратегії Virgin Australia, спрямованої на посилення власних позицій у сфері регіональних авіаперевезень країни. Контракт також передбачає роботу обох авіакомпаній на ряді маршрутів по код-шерінгової моделі, для цієї мети Virgin Australia передає в Skywest Airlines кілька реактивних літаків регіонального класу Embraer. Обидва перевізника домовилися про взаємне визнання бонусних програм заохочення часто літаючих пасажирів, а також про спільні рейси на ряді австралійських маршрутів. Для виконання умов угоди Skywest Airlines взяла у Aviation PLC (LSE: AVAP) в лізинг кілька турбогвинтових літаків, перша партія з чотирьох лайнерів надійшла в авіакомпанію 2011 року, поставка інших має завершитися до середини 2013 року.
10 квітня 2012 року керуюча компанія Virgin Australia Holdings придбала 10 % акцій Skywest Airlines Ltd, а 30 жовтня того ж року керівництво Virgin Australia оголосила про поглинання австралійського регіонала. Операція отримала принципове погодження з боку Комісії з нагляду в антимонопольної діяльності, проте має ще бути узгоджена акціонерами обох авіакомпаній та іншими наглядово-регулюючими інстанціями Австралії.

## Флот
У листопаді 2012 року повітряний флот авіакомпанії Skywest Airlines складали наступні літаки:
Літаки ATR-72 знаходяться в «мокрому» лізингу (оренда літаків разом з екіпажами) в авіакомпанії Virgin Australia, під брендом і від імені якої працюють на регіональних маршрутах в Австралії.

## Маршрутна мережа

### Регулярні перевезення
Станом на лютий 2012 року маршрутна мережа регулярних перевезень авіакомпанії Skywest Airlines охоплювала наступні аеропорти:

#### Внутрішні
- Північна Територія
  - Дарвін — міжнародний аеропорт Дарвін
- Вікторія
  - Мельбурн — аеропорт Мельбурна
- Західна Австралія
  - Албані — аеропорт Албані
  - Брум — аеропорт Брум
  - Басселтон — аеропорт Басселтон[11][12]
  - Дербі — авіабаза Кертін
  - Есперанс — аеропорт Есперанс
  - Ексмут — аеропорт Лірмант
  - Джералдтон — аеропорт Джералдтон
  - Калгурлі — аеропорт Калгурлі
  - Каррата — аеропорт Каррата
  - Кунунурра — аеропорт Кунунурра
  - Парабурду — аеропорт Парабурду
  - Перт — міжнародний аеропорт Перт хаб
  - Порт-Хедленд — аеропорт Порт-Хедленд
  - Рейвенсторп — аеропорт Рейвенсторп

#### Внутрішні регулярні маршрути під брендом Virgin Australia
- Австралійська столична територія
  - Канберра — аеропорт Канберри
- Новий Південний Уельс
  - Олбері — аеропорт Олбері[13]
  - Сідней — аеропорт Сіднея
  - Порт-Маккуарі — аеропорт Порт-Маккуарі
- Квінсленд
  - Брисбен — аеропорт Брисбена
  - Кернс — аеропорт Кернса
  - Емералд — аеропорт Емералд
  - Гладстон — аеропорт Гладстон
  - Рокгемптон — аеропорт Рокгемптон
  - Таунсвіль — аеропорт Таунсвіль[14]

#### Міжнародні
- Індонезія
  - Балі — міжнародний аеропорт Денпасар — в кінці 2012 року виконується з Порт-Хедленда

### Припинені
- Західна Австралія
  - Карнарвон — аеропорт Карнарвон
  - Калбаррі — аеропорт Калбаррі
  - Манкі-Міа — аеропорт Шарк-Бей
  - Ньюмен — аеропорт Ньюмен

### Контракти
Крім регулярних пасажирських перевезень Skywest Airlines виконує чартерні рейси за контрактами з підприємствами гірничодобувної промисловості Західної Австралії
- Перт — West Angelas mine
- Перт — Баримунья (інша назва — Янди), контракт з «BHP Billiton» (у минулому — «HWE Mining»)
- Перт — Кундеванна (інша назва — «Область»), контракт з «BHP Billiton»
- Перт — Brockman 4 mine
- Джералдтон — Парарбурду з проміжною посадокой в Брокмене
- Перт — Argyle diamond mine
- Перт — Уиндерлинг, контракт з «Portman Iron Ore»[15]
- Перт — Ті-Грэнитс, контракт з «Newmont Tanami»[16]
- Перт — Рейвенсторп, контракт з Ravensthorpe Nickel Mine і «First Quantam Minerals»[17]
- інші пункти призначення на східному узбережжі Австралії — під торговою маркою авіакомпанії Virgin Australia

## Авіаподії і нещасні випадки
- 13 травня 1980 року. При виконанні посадки в аеропорту Есперанс на малій висоті відмовив двигун літака Swearingen Metro II. Пілот зумів посадити машину на полі поблизу аеропорту і провести евакуацію 11 пасажирів перш, ніж лайнер був знищений в результаті виниклої пожежі[18].